# Ле Со, Грэм
Грэм Пьер Ле Со (англ. Graeme Pierre Le Saux; род. 17 октября 1968, Сент-Хелиер) — джерсийский английский футболист, крайний защитник.

## Биография
Родился в 1968 году на острове Джерси во французской семье. В юношеские годы выступал за один из островных клубов, в 1987 был замечен главным тренером «Челси» Джоном Холлинсом и приглашён в команду. В состав Ле Со попал лишь спустя два года, уже при Бобби Кэмпбелле, но быстро стал игроком основы. С приходом летом 1991 года на пост главного тренера «Челси» Яна Портерфилда Ле Со стал получать меньше игровой практики, а Дэвид Уэбб, назначенный наставником лондонцев в феврале 1993 года и вовсе не видел Ле Со игроком своего клуба, и уже в марте того года он был продан за 700 тысяч фунтов стерлингов в «Блэкберн Роверс», который в следующем сезоне стал вторым в чемпионате, а ещё через год выиграл чемпионат, правда тот сезон Ле Со по сути пропустил по причине травмы.
В 1997 году, в межсезонье, благодаря посредничеству Рууда Гуллита, тренера «Челси», Ле Со был выкуплен за 5 миллионов фунтов стерлингов обратно. Несмотря на преследовавшие его травмы и нелюбовь со стороны многих болельщиков, а также партнёров по команде, Ле Со вспоминает свой второй период пребывания в лондонском клубе как счастливый.
В 2003 году Ле Со был обменян на игрока «Саутгемптона» Уэйна Бриджа. За клуб из южной Англии Ле Со отыграл два сезона и объявил о своём уходе из футбола по окончании сезона 2004/05, в котором «Саутгемптон» покинул Премьер-лигу.
За сборную Англии Ле Со с 1994 по 2000 годы провёл 36 матчей. Домашний чемпионат Европы в 1996 году он пропустил из-за травмы, зато присутствовал в составе сборной на чемпионате мира во Франции в 1998 году, где отыграл целиком все три матча групповой стадии и вышел в стартовом составе в матче 1/8 финала против сборной Аргентины.
После завершения карьеры игрока Ле Со работал комментатором и экспертом на радио, занимался благотворительностью, общественными проектами. В сентябре 2007 года вышла его автобиографическая книга.

## Достижения
Командные
«Блэкберн Роверс»
- Чемпион Премьер-лиги: 1994/95

«Челси»
- Чемпион Второго дивизиона: 1988/89
- Обладатель Кубка полноправных членов: 1990
- Обладатель Кубка Футбольной лиги: 1998
- Обладатель Кубка обладателей кубков УЕФА: 1998
- Обладатель Суперкубка УЕФА: 1998
- Обладатель Кубка Англии: 2000
- Обладатель Суперкубка Англии: 2000
- Итого: 7 трофеев

Личные
- Команда года по версии ПФА (2): 1995, 1998
- Итого: 2 награды

## Личная информация
Женат, воспитывает троих детей. Несмотря на семейное положение, многие воспринимали и воспринимают Ле Со как гомосексуалиста, что провоцировало многочисленные конфликты, вплоть до драк. Так, в групповом матче розыгрыша Лиги чемпионов 1995/96 против «Спартака» в Москве Ле Со прямо во время матча подрался со своим одноклубником Дэвидом Бэтти. Долгое время считалось, что Бэтти тогда обозвал Ле Со «педиком», но в своей книге он опроверг это предположение.